# Michael R. Silverman
Michael Robert Silverman (* 7. Oktober 1943 in Fort Collins, Colorado) ist ein US-amerikanischer Mikrobiologe.
Silverman studierte an der University of Nebraska mit dem Bachelor-Abschluss 1966 und dem Master-Abschluss 1968 und wurde 1972 an der University of California, San Diego (UCSD), in Biologie promoviert. Als Post-Doktorand war er 1973 bis 1975 Trainee in Tumor-Virologie an der University of Colorado Medical School.  Ab 1975 war er Assistent in der Forschung zur Molekularbiologie an der UCSD, bevor er 1980 an das Agouron Institute in La Jolla ging, wo er Forschungsbiologe war.
2021 erhielt er mit Bonnie L. Bassler den Paul-Ehrlich-und-Ludwig-Darmstaedter-Preis für Forschungen zur bakteriellen Kommunikation, insbesondere dem Quorum sensing. Dabei schließen sich Bakterien mit Hilfe von Botenstoffen zusammen, um sich zum Beispiel im Körper vor dem Immunsystem zu schützen oder den Wirt anzugreifen. Das passiert, wenn ein Schwellwert (Quorum) der Konzentration eines Botenstoffs überschritten wird. Bassler und Silverman fanden heraus, dass dies ein unter Bakterien weit verbreitetes Prinzip ist. Die Entdeckung dieses Mechanismus stellt nach der Laudatio des Paul Ehrlich Instituts auch einen neuen Ansatz für antibakterielle Therapien neben klassischen Antibiotika dar, indem die Kommunikation der Bakterien gestört wird. 2023 wurde Silverman, Bassler und E. Peter Greenberg der Canada Gairdner International Award zugesprochen.